# جامعة لينشوبينغ
جامعة لينشوبينغ (بالإنجليزية: Linköping University) هي جامعة عامة في السويد تأسست عام 1969.

## إحصائيات
يبلغ عدد طلاب الجامعة 17,850 طالب.

## وصلات خارجية
الموقع الإلكتروني